# Grande Tarantelle
La Grand Tarantelle (ou Célèbre Tarentelle), Op. 67, pour piano et orchestre, est une tarentelle, composée aux alentours de 1858 par Louis Moreau Gottschalk. Le compositeur a transcrit cette œuvre pour plusieurs combinaisons d'instruments, notamment pour piano solo, pour violon violoncelle et piano, pour violon et piano et pour deux violons et piano. Elle est publiée de façon posthume en 1870.
Cette pièce a aussi été arrangée pour d'autres instruments par d'autres compositeurs, par exemple en 1874 la transcription pour deux pianos de Nicolás Ruiz Espadero, ami de Louis Moreau Gottschalk.
La version la plus connue de cette œuvre est peut-être celle pour piano et orchestre de Hershy Kay, qu'il utilise dans un ballet pour George Balanchine et le New York City Ballet.